# Slimnic
Slimnic (in ungherese Szelindek, in tedesco Stolzenburg) è un comune della Romania di 3656 abitanti, ubicato nel distretto di Sibiu, nella regione storica della Transilvania. 
Il comune è formato dall'unione di 5 villaggi: Albi, Pădureni, Ruși, Slimnic, Veseud.
Di particolare interesse è la cittadella sassone, costruita nel XIII secolo e documentata nel 1342, più volte assediata, assalita, distrutta e ricostruita nel corso dei secoli. Nel XIV secolo venne iniziata la costruzione di una chiesa in stile gotico, la cui edificazione venne però più volte interrotta e completata soltanto nel secolo successivo. Il complesso è stato oggetto di un completo restauro conservativo nel 1959.

## Immagini della cittadella

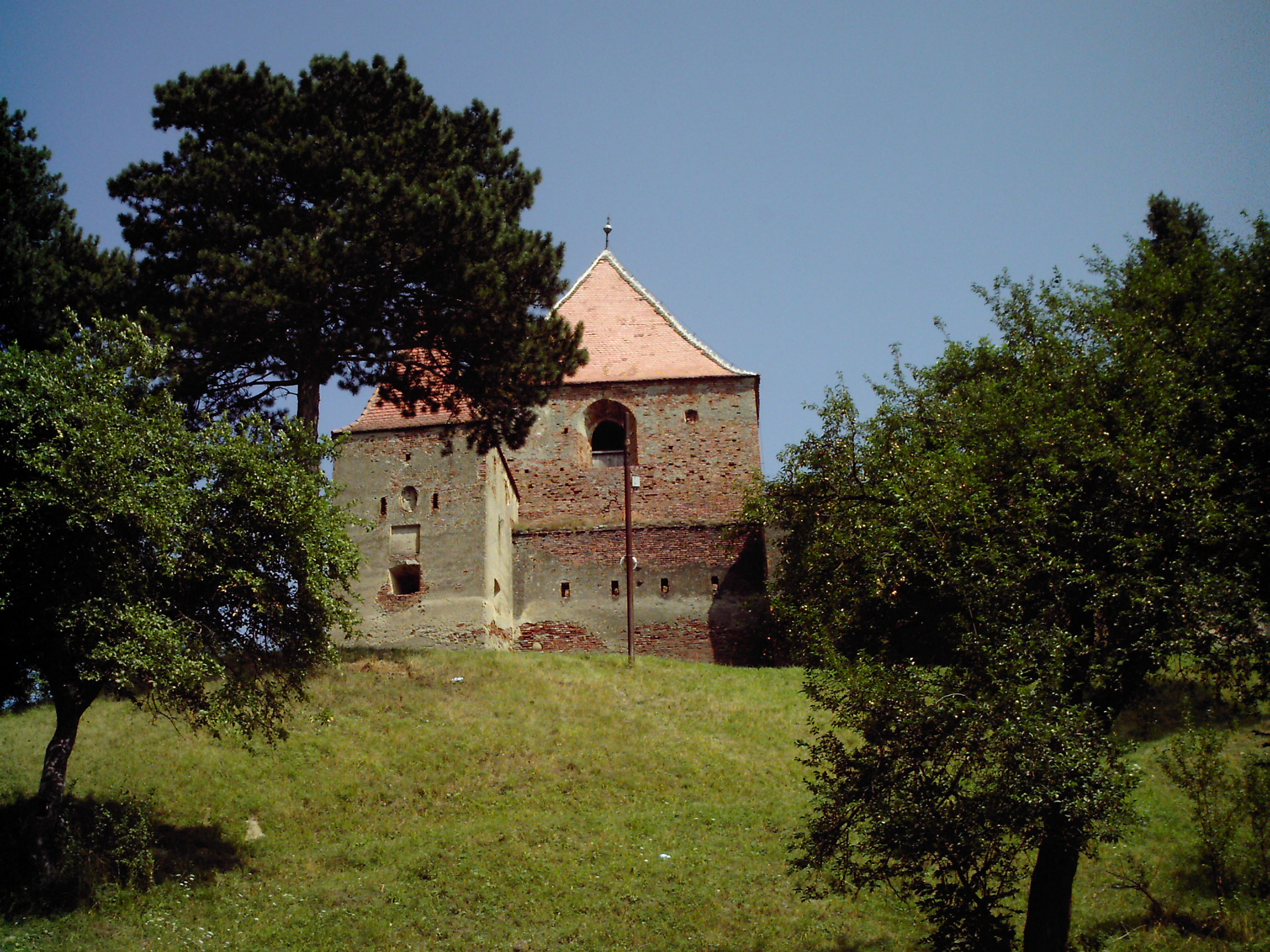
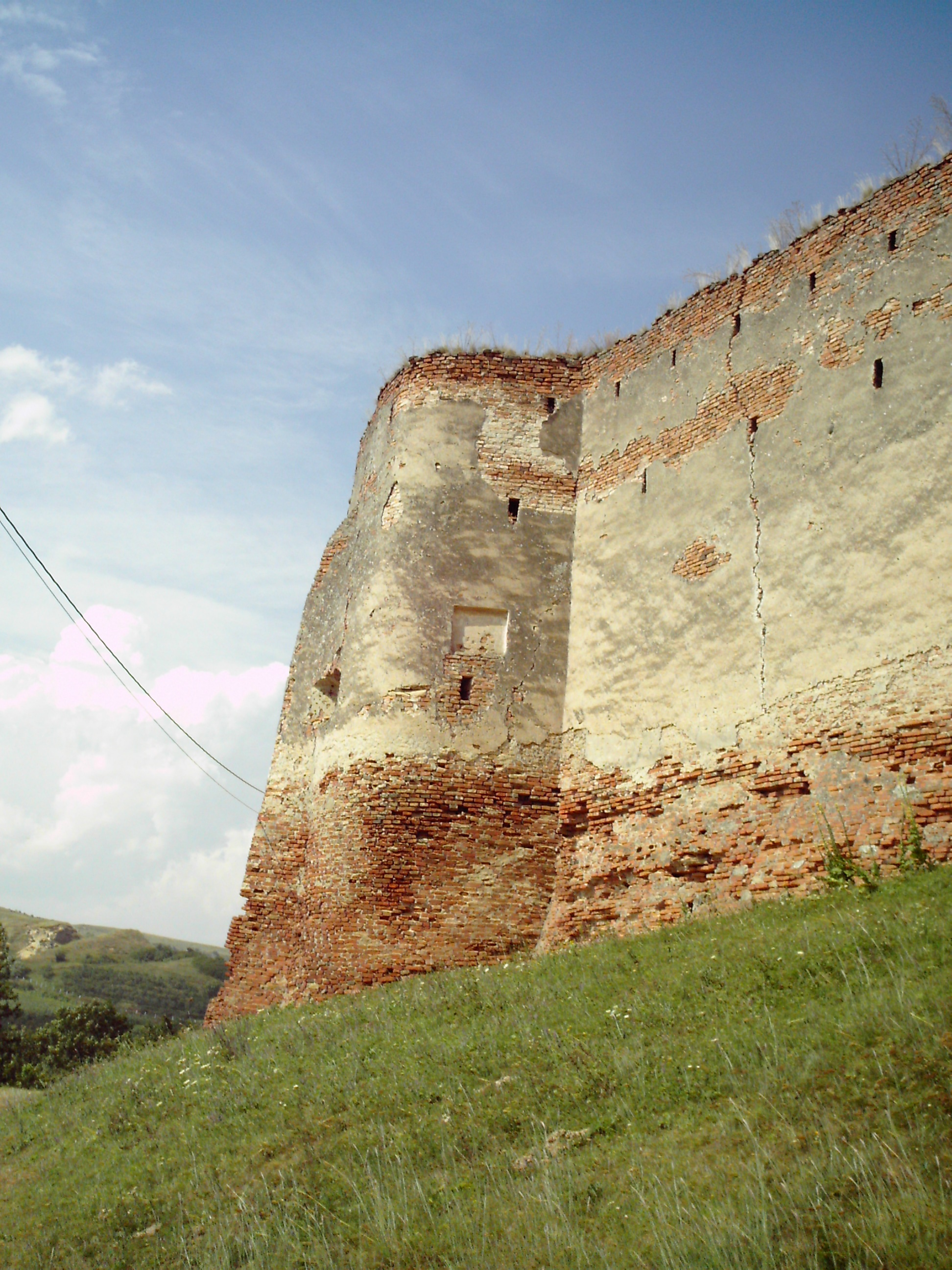
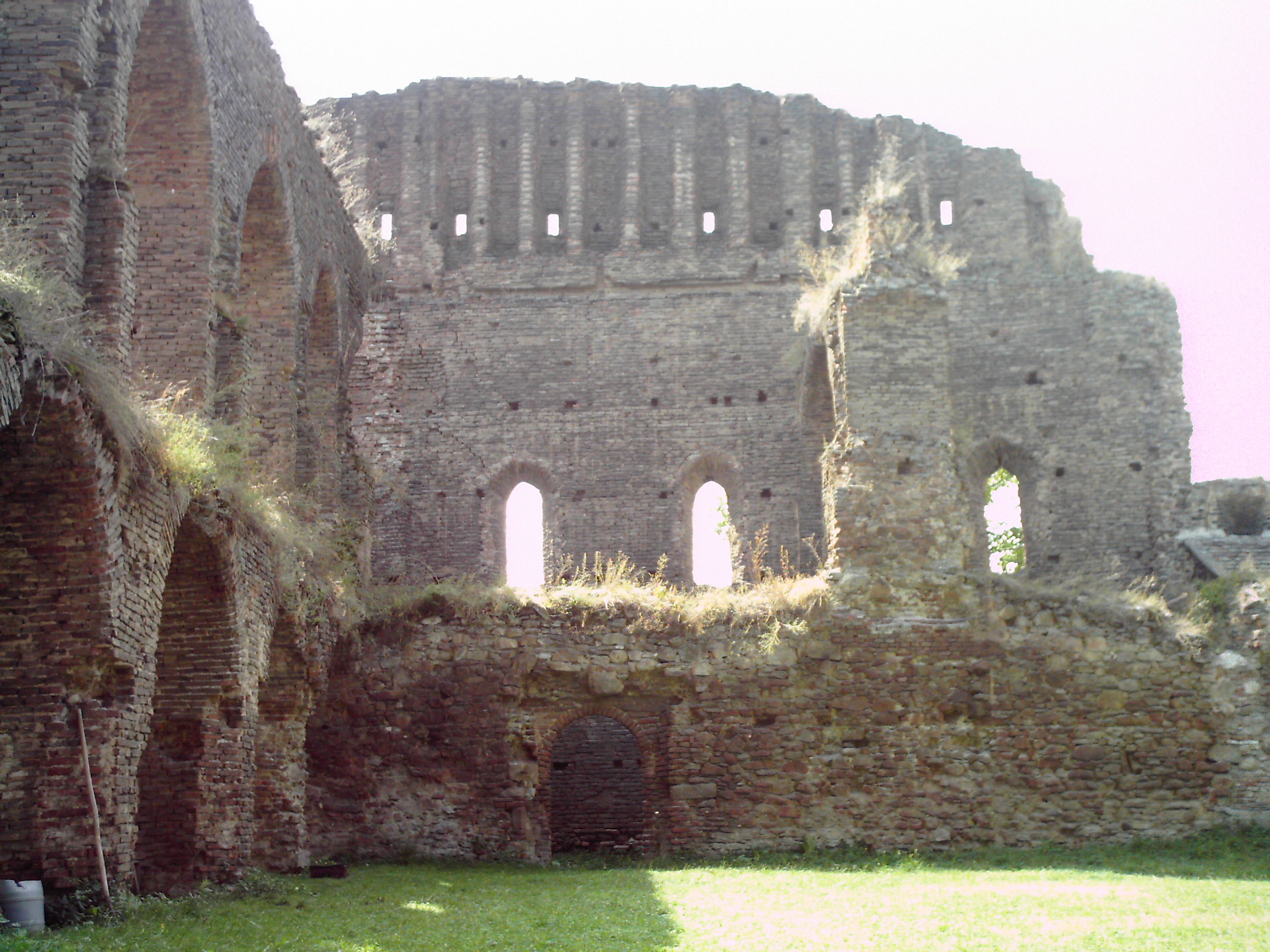